# Richardménil
Richardménil is een gemeente in het Franse departement Meurthe-et-Moselle in de regio Grand Est. Richardménil telde op 1 januari 2022 2.362 inwoners.
De gemeente maakt deel uit van het arrondissement Nancy en sinds 22 maart 2015 van kanton Neuves-Maisons. Voor 22 maart 2015 hoorde het bij het kanton Saint-Nicolas-de-Port, dat op die dag opgeheven werd.

## Geografie
De oppervlakte van Richardménil bedroeg op 1 januari 2022 7,17 vierkante kilometer; de bevolkingsdichtheid was toen 329,4 inwoners per km².

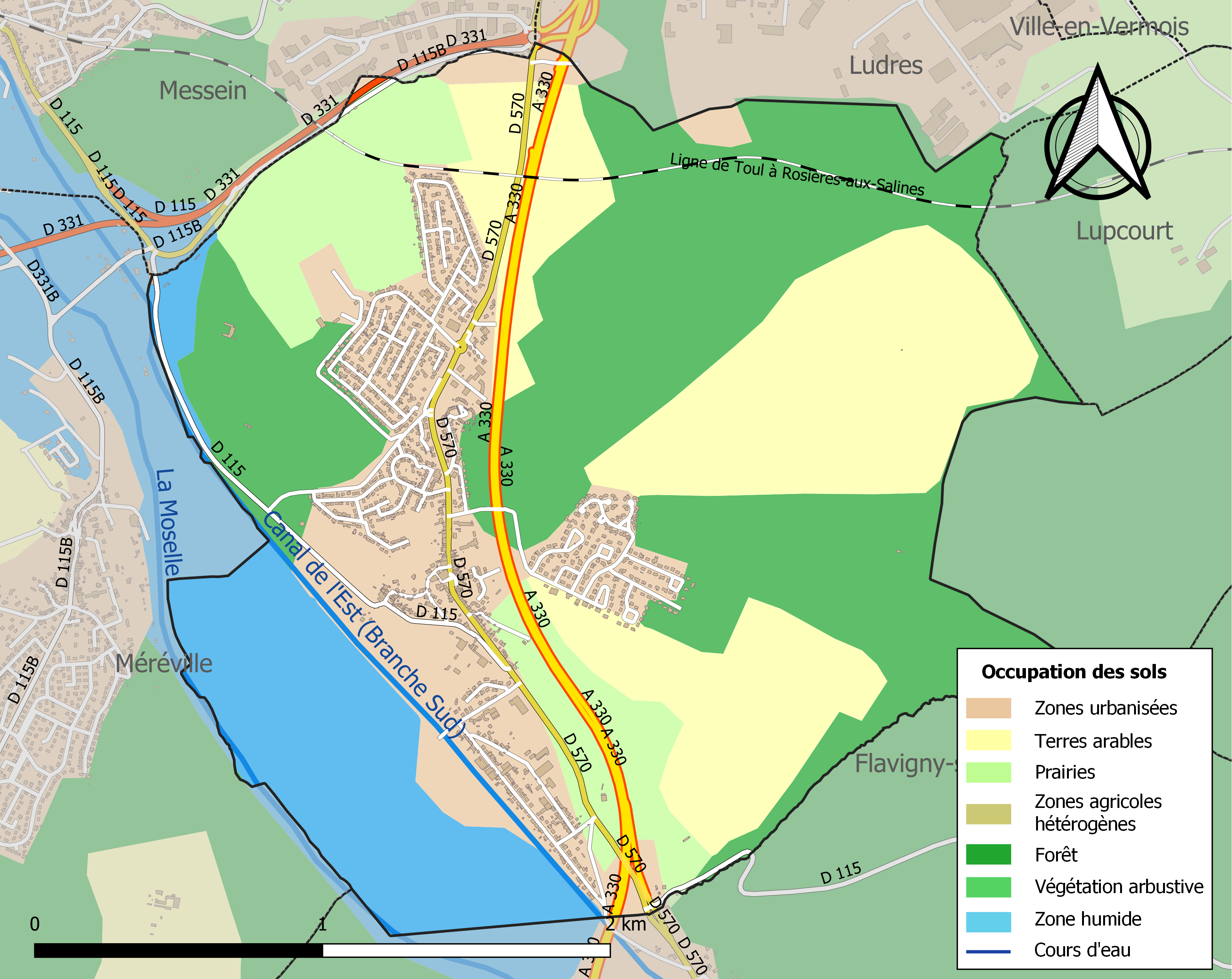
Kaart van de gemeente met de belangrijkste infrastructuur, bodemgebruik en omliggende gemeenten

## Demografie
De figuur toont het verloop van het inwonertal (bron: INSEE-tellingen).